# Barbara Pietrasanta
Barbara Pietrasanta (Milano, 11 settembre 1961) è un'artista e pubblicitaria italiana.

## Biografia
È stata allieva di Domenico Paladino al liceo di Brera e si è laureata all'Accademia. Alla scuola di Antonio Romano ha appreso la tecnica dell'affresco e ha realizzato opere murali nello stato del Connecticut.
Nel 1986 ha fondato a Milano l'agenzia pubblicitaria Anyway, nella quale ricopre da allora il ruolo di direttore creativo. Nei bienni 2007-08 e 2011-12 ha fatto parte della Commissione artistica annuale della Società Permanente insieme a Giovanni Campus, Attilio Forgioli, Alfredo Mazzotta.
Dal 1990 insegna presso lo IED, Istituto Europeo di Design di Milano e presso la scuola di alta formazione ZhongGuan Vocational School di Shanghai.
È autrice del saggio L'ideogramma al neon. Pubblicità, comunicazione e lifestyle in Cina edito nel 2009 da Lupetti.
Da giugno 2015 è stata eletta Membro del CdA della Fondazione Museo del Design della Triennale di Milano con il ruolo di Vicepresidente della Fondazione Museo del Design.
Nel giugno del 2016 è stata eletta membro del Direttivo della Società per le Belle arti ed Esposizioni Permanente di Milano ed è membro del Board di Fondazione Achille Castiglioni.
Nel 2017 è stata nominata Ambasciatrice per l’iniziativa “Italian Design Day” organizzata dal Ministero Affari Esteri, dal Ministero dei Beni Culturali e da Triennale con destinazione Egitto e per il 2018 con destinazione Shenzhen e Cina del Sud. In queste occasioni ha tenuto conferenze sul design italiano all’Università Helwan e Ain Shams University del Cairo, Egypt, e all’Università di giornalismo e comunicazione di Xiamen, China.
Per l'edizione 2018 dello Shenzen Global Design Award ha fatto parte della giuria internazionale.
Attualmente, insegna Visual Design alla Civica Scuola di Cinema Luchino Visconti.

## Opere
Sue opere sono presenti nella collezione del Museo della Permanente di Milano, presso la Collezione Farnesina di Roma, nel Museo del Fango di Messina e presso il Palazzo Comunale di Modica. Tra le opere pubbliche si segnala la Via Crucis realizzata in affresco nella Chiesa Sacra Famiglia di Cinisello Balsamo e nella Parroquia Jesús Divino Maestro, Lima-Huacho Perù.